# 丁国成
丁国成（1939年—），笔名国成、成平、丁巴、彭宁宁、陈群等，男，黑龙江肇东人，中国文学编审。评论家，中华诗词学会副会长，中国作家协会名誉委员。